# Canottaggio ai Giochi della IX Olimpiade - Due di coppia maschile
La competizione del due di coppia maschile dei Giochi della IX Olimpiade si è svolta dal 3 al 10 agosto 1928 a Sloten, Amsterdam.

## Risultati

### 1 turno
Si disputò il 3 agosto. I vincitori avanzarono al secondo turno. I perdenti al primo ripescaggio.
| Pos. | Nazione  | Atleti                          | Tempo  |
| ---- | -------- | ------------------------------- | ------ |
| 1    | Germania | Horst Hoeck, Gerhard Voigt      | 8'02"2 |
| 2    | Belgio   | André Houppelyne, Achille Mengé | 8'05"6 |

| Pos. | Nazione     | Atleti                           | Tempo  |
| ---- | ----------- | -------------------------------- | ------ |
| 1    | Stati Uniti | Paul Costello, Charles McIlvaine | 7'46"8 |
| 2    | Svizzera    | Rudolf Bosshard, Maurice Rieder  | 8'02"0 |

| Pos. | Nazione     | Atleti                     | Tempo  |
| ---- | ----------- | -------------------------- | ------ |
| 1    | Canada      | Joe Wright Jr., Jack Guest | 7'48"2 |
| 2    | Paesi Bassi | Han Cox, Constant Pieterse | 7'54"8 |

| Pos. | Nazione       | Atleti                        | Tempo  |
| ---- | ------------- | ----------------------------- | ------ |
| 1    | Austria       | Leo Losert, Viktor Flessl     | 7'55"8 |
| 2    | Gran Bretagna | Humphrey Boardman, Denis Guye | 8'00"8 |

| Pos. | Nazione | Atleti                         | Tempo  |
| ---- | ------- | ------------------------------ | ------ |
| 1    | Francia | Paul Robineau, Maurice Caplain | 8'03"6 |
| 2    | Italia  | Adriano Tuzi, Mario Melchiori  | 8'10"4 |

### Recuperi 1 turno
Si disputarono il 4 agosto i vincitori al secondo turno.
| Pos. | Nazione     | Atleti                        | Tempo  |
| ---- | ----------- | ----------------------------- | ------ |
| 1    | Paesi Bassi | Han Cox, Constant Pieterse    | 7'59"8 |
| 2    | Italia      | Adriano Tuzi, Mario Melchiori | 8'12"0 |

| Pos. | Nazione       | Atleti                          | Tempo  |
| ---- | ------------- | ------------------------------- | ------ |
| 1    | Gran Bretagna | Humphrey Boardman, Denis Guye   | 7'55"8 |
| 2    | Belgio        | André Houppelyne, Achille Mengé | 7'56"8 |

| Pos. | Nazione  | Atleti                          | Tempo  |
| ---- | -------- | ------------------------------- | ------ |
| 1    | Svizzera | Rudolf Bosshard, Maurice Rieder | 7'52"8 |

### 2 turno
Si disputò il 6 agosto i vincitori ai quarti di finale, i perdenti che non hanno disputato il precedente recupero ai recuperi.
| Pos. | Nazione  | Atleti                          | Tempo  |
| ---- | -------- | ------------------------------- | ------ |
| 1    | Svizzera | Rudolf Bosshard, Maurice Rieder | 6'55"8 |
| 2    | Francia  | Paul Robineau, Maurice Caplain  | 7'01"4 |

| Pos. | Nazione     | Atleti                           | Tempo  |
| ---- | ----------- | -------------------------------- | ------ |
| 1    | Stati Uniti | Paul Costello, Charles McIlvaine | 6'48"4 |
| 2    | Austria     | Leo Losert, Viktor Flessl        | 6'55"6 |

| Pos. | Nazione  | Atleti                     | Tempo  |
| ---- | -------- | -------------------------- | ------ |
| 1    | Germania | Horst Hoeck, Gerhard Voigt | 6'54"4 |
| 2    | Canada   | Joe Wright Jr., Jack Guest | 6'58"6 |

| Pos. | Nazione       | Atleti                        | Tempo  |
| ---- | ------------- | ----------------------------- | ------ |
| 1    | Paesi Bassi   | Han Cox, Constant Pieterse    | 6'55"8 |
| 2    | Gran Bretagna | Humphrey Boardman, Denis Guye | 6'59"2 |

### Recuperi 2 turno
Si disputarono il 7 agosto i vincitori ai quarti di finale.
| Pos. | Nazione | Atleti                         | Tempo  |
| ---- | ------- | ------------------------------ | ------ |
| 1    | Canada  | Joe Wright Jr., Jack Guest     | 7'21"8 |
| 2    | Francia | Paul Robineau, Maurice Caplain | 7'30"8 |

| Pos. | Nazione | Atleti                    | Tempo  |
| ---- | ------- | ------------------------- | ------ |
| 1    | Austria | Leo Losert, Viktor Flessl | 7'32"6 |

### Quarti di finale
Si disputarono l'8 agosto i vincitori alle semifinali.
| Pos. | Nazione     | Atleti                           | Tempo  |
| ---- | ----------- | -------------------------------- | ------ |
| 1    | Stati Uniti | Paul Costello, Charles McIlvaine | 6'43"8 |
| 2    | Svizzera    | Rudolf Bosshard, Maurice Rieder  | 6'53"4 |

| Pos. | Nazione  | Atleti                     | Tempo  |
| ---- | -------- | -------------------------- | ------ |
| 1    | Canada   | Joe Wright Jr., Jack Guest | 6'42"2 |
| 2    | Germania | Horst Hoeck, Gerhard Voigt | 6'48"2 |

| Pos. | Nazione     | Atleti                     | Tempo  |
| ---- | ----------- | -------------------------- | ------ |
| 1    | Austria     | Leo Losert, Viktor Flessl  | 6'46"4 |
| 2    | Paesi Bassi | Han Cox, Constant Pieterse | 6'52"8 |

### Semifinali
Si disputarono il 9 agosto.
| Pos. | Nazione | Atleti                     | Tempo  |
| ---- | ------- | -------------------------- | ------ |
| 1    | Canada  | Joe Wright Jr., Jack Guest | 6'58"0 |

| Pos.   | Nazione     | Atleti                           | Tempo  |
| ------ | ----------- | -------------------------------- | ------ |
| 1      | Stati Uniti | Paul Costello, Charles McIlvaine | 6'45"2 |
| Bronzo | Austria     | Leo Losert, Viktor Flessl        | 6'48"8 |

### Finale 1 posto
Si disputò il 10 agosto.
| Pos.    | Nazione     | Atleti                           | Tempo  |
| ------- | ----------- | -------------------------------- | ------ |
| Oro     | Stati Uniti | Paul Costello, Charles McIlvaine | 6'41"4 |
| Argento | Canada      | Joe Wright Jr., Jack Guest       | 6'51"0 |